# 細說從頭 林慧萍珍藏收錄專輯Ⅲ
【細說從頭 林慧萍珍藏收錄專輯Ⅲ】是歌手林慧萍的個人第七張精選專輯；歌林唱片1991年5月發行。
收錄【別再走】與【我真的可以擁有】以及【走在陽光裡】三張專輯的精選。

## 專輯曲目
| 曲序 | 曲名           | 作詞   | 作曲   | 編曲   | 製作人 | 長度 | 備註                                                                  |
| 01   | 走在陽光裡     | 趙曉君 | 陳復明 | 陳玉立 | 楊明煌 | 4:35 | 張清芳翻唱；收錄於〈雙陳故事〉 錦繡二重唱翻唱；收錄於〈錦鏽羅曼史II〉 |
| 02   | 溫馨的世界     | 陳美威 | 陳美威 | 丹尼   | 楊明煌 | 3:02 | 收錄於【走在陽光裡】                                                  |
| 03   | 醉酒           | 陳秀男 | 陳秀男 | 丹尼   | 楊明煌 | 3:37 | 收錄於【走在陽光裡】                                                  |
| 04   | 別再走         | 陳進興 | 陳進興 | 陳玉立 | 呂子厚 | 3:43 | 陳進興更名為陳品                                                      |
| 05   | 午夜的風裡     | 何啟宏 | 陳復明 | 陳志遠 | 呂子厚 | 3:14 | 收錄於【別再走】                                                      |
| 06   | 溫情猶在       | 鄭柏秋 | 鄭柏秋 | 陳玉立 | 黃建昌 | 4:06 | 收錄於【我真的可以擁有】                                              |
| 07   | 我真的可以擁有 | 張尚喬 | 川口真 | 陳玉立 | 黃建昌 | 4:20 |                                                                       |
| 08   | 今夜微雨       | 晨曦   | 陳志遠 | 陳志遠 | 呂子厚 | 4:11 | 收錄於【別再走】                                                      |
| 09   | 暖暖的黃領巾   | 陳進興 | 陳進興 | 陳志遠 | 呂子厚 | 3:12 | 收錄於【別再走】 原名『暖暖的紅領巾』                                 |
| 10   | 編織的愛心     | 小蟲   | 小蟲   | 陳玉立 | 黃建昌 | 4:12 | 收錄於【我真的可以擁有]】                                             |
| 11   | 七夕行         | 鄭柏秋 | 鄭柏秋 | 丹尼   | 楊明煌 | 4:33 | 收錄於【走在陽光裡】                                                  |
| 12   | 請輕輕入夢     | 楊明煌 |        | 丹尼   | 楊明煌 | 3:37 | 收錄於【走在陽光裡】                                                  |

## 專輯版本
- CD
  - 1991年5月歌林唱片發行
  - 2010年1月18日是明企業總經銷【歌林巨星33 經典復刻盤 - 林慧萍﹝四﹞走在陽光裡＊別再走】專輯，重製發行